# Rhyacophila tengyelingpa
Rhyacophila tengyelingpa là một loài Trichoptera thuộc họ Rhyacophilidae. Chúng phân bố ở miền Ấn Độ - Mã Lai.